# Veelzijdige populierenroest
Veelzijdige populierenroest (Melampsora populnea) is een complex van roestschimmels in de familie Melampsoraceae. 
Het complex van biotrofe parasieten bestaat uit:
| Naam                       | Auteur           | Publicatiejaar | Urediniosporen in μm (l × b / wand) | Parafysen                          | Parafysen                                                     |
| Naam                       | Auteur           | Publicatiejaar | Urediniosporen in μm (l × b / wand) | vorm                               | maat (l × b / wand)                                           |
| -------------------------- | ---------------- | -------------- | ----------------------------------- | ---------------------------------- | ------------------------------------------------------------- |
| Melampsora aecidioides     | (DC.) J. Schröt. | 1887           | 15–22 × 20–30 / 2-3                 | perifere ingebogen parafysen       | 40–60 × 15–22                                                 |
| Melampsora castellana      | Caball.          | 1928           | 16-25 × 13-19                       | knotsvormig en zelden kopvormig    | 40–120 × 6–30 / 2–4                                           |
| Melampsora larici-tremulae | Kleb.            | 1897           | 14–23 × 10–16 / 2                   | kopvormig                          | 40–45 × 8–17 (Europa) 34–65 × 7–15 (Verre Oosten) (wand 3 μm) |
| Melampsora magnusiana      | G.H. Wagner      | 1896           | 14–23 × 12–20 / 2,5-3               | kopvormig, zelden knotsvormig      | 40–54 × 13–23 / 3-5                                           |
| Melampsora pinitorqua      | Rostr.           | 1889           | 14–23 × 12–16 / 2-6                 | knotsvormig-kopvormig of kopvormig | 40–60 × 20–25 / 3–7                                           |
| Melampsora pulcherrima     | Maire            | 1914           | 17–28 × 12–21 / 2,5                 | knotsvormig-kopvormig              | 35–50 × 18–25                                                 |
| Melampsora rostrupii       | G.H. Wagner      | 1896           | 18–25 × 14–18 / 2,5-3               | kopvormig                          | 46–55 × 15–23 / 3–6                                           |

De uredinia en telia van deze soorten komen morfologisch sterk overeen en groeien op Populus alba, Populus × canescens en Populus tremula. De aecia daarentegen komen voor op sterk uiteenlopende plantensoorten. Over de taxonomische status van de afzonderlijke soorten van het complex bestaat nog geen consensus .

## Trivia
Waarneming.nl  en de verspreidingsatlas zien veelzijdige populierenroest nog als zelfstandige soort die in Nederland vrij zeldzaam voorkomt.